# Classe Amazonas
La classe Amazonas se compose de trois patrouilleurs hauturiers construits par BAE Systems Surface Ships. Les navires sont entrés en service dans la marine brésilienne en 2012 et 2013.

## Conception
Les navires sont basés sur les patrouilleurs de classe River de la Royal Navy. Ils mesurent 90 m de long et comptent 80 membres d’équipage et un logement pour 40 soldats. Ils sont conçus pour effectuer une gamme de tâches de gestion de zone économique exclusive (ZEE), d’opérations spéciales et d’application de la loi maritime.
Le premier navire a été nommé Port of Spain lors de son lancement le 18 novembre 2009, sur le site de BAE Systems Surface Ships à Portsmouth.
Le second a été nommé Scarborough lors de son lancement un jour plus tard, à Scotstoun à Glasgow. Il a commencé ses essais en mer en juillet 2010, atteignant 25,38 nœuds (47 km/h).
Le troisième a été nommé San Fernando lors de son lancement, le 16 juillet 2010, également à Scotstoun sur le fleuve Clyde.

## Opérateurs
La classe Amazonas a été initialement nommée classe Port of Spain et construite pour la garde côtière de Trinité-et-Tobago. Puis, bien que deux des navires aient été achevés à ce moment-là et en attente de livraison, et que la formation de l’équipage soit en cours au Royaume-Uni, le gouvernement de la République de Trinité-et-Tobago a annulé la commande en septembre 2010.
En décembre 2011, il a été rapporté que la marine brésilienne était intéressée par l’achat des navires, et peut-être jusqu’à cinq navires supplémentaires de la même conception. La vente, d’un montant de 133 millions de livres sterling, a ensuite été confirmée le 2 janvier 2012.
L'Amazonas est mis en service dans la marine brésilienne le 29 juin 2012 à Portsmouth. Au cours de son voyage d’un mois vers le Brésil, il a fait escale dans les villes de Natal, dans le Rio Grande do Norte et Salvador, dans l'État de Bahia en septembre, et devait arriver à Rio de Janeiro le 5 octobre,.

## Navires de la classe
| Numéro de fanion | Nom      | Constructeur                           | Lancé            | Commissioné      | Flotte                                           | Statut     | Remarques        |
| ---------------- | -------- | -------------------------------------- | ---------------- | ---------------- | ------------------------------------------------ | ---------- | ---------------- |
| P-120            | Amazonas | BAE Systems Portsmouth                 | 18 novembre 2009 | 29 juin 2012     | Regroupement Naval Sud-Est (Marine brésilienne)  | En service | Ex-Port of Spain |
| P-121            | Apa      | BAE Systems Scotstoun, Glasgow, Écosse | 15 juillet 2010  | 30 novembre 2012 | Regroupement Naval Sud-Est (Marine brésilienne)  | En service | Ex-Scarborough   |
| P-122            | Araguari | BAE Systems Scotstoun, Glasgow, Écosse | 16 juillet 2010  | 21 juin 2013     | Regroupement Naval Nord-Est (Marine brésilienne) | En service | Ex-San Fernando  |

## Images

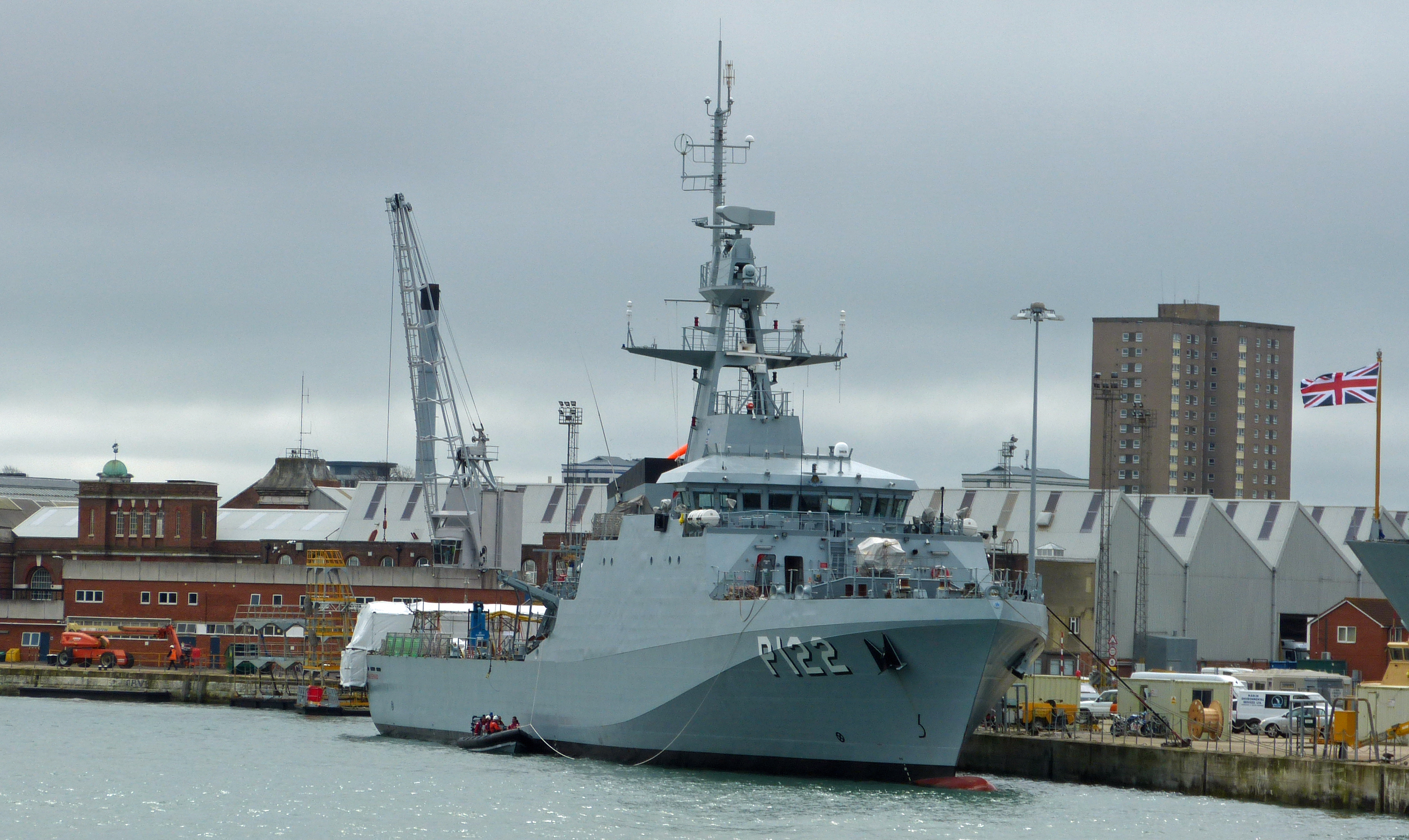
L'Araguari amarré à Portsea, 24 avril 2013.
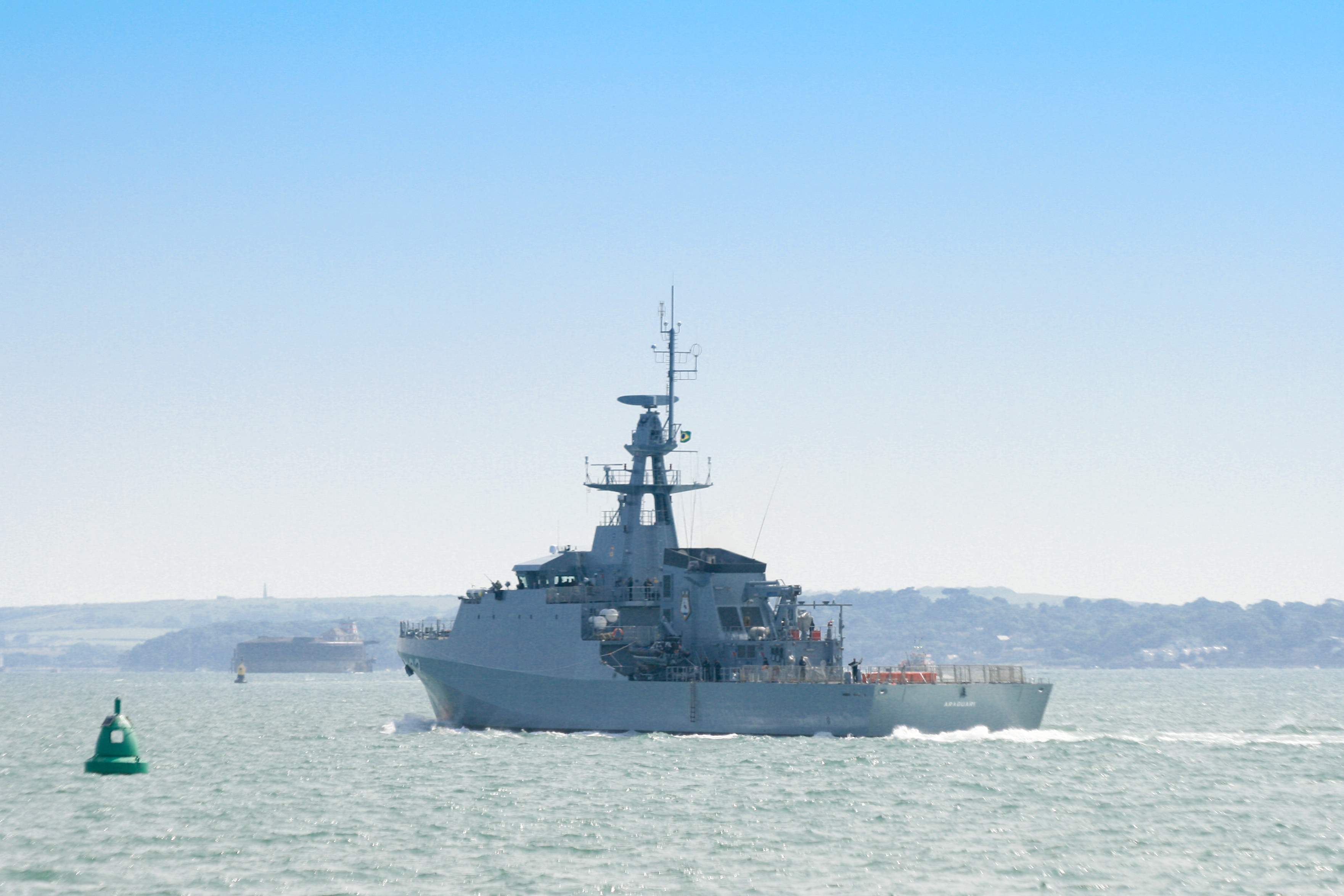
L'Araguari quittant Portsmouth, le 12 juillet 2013.
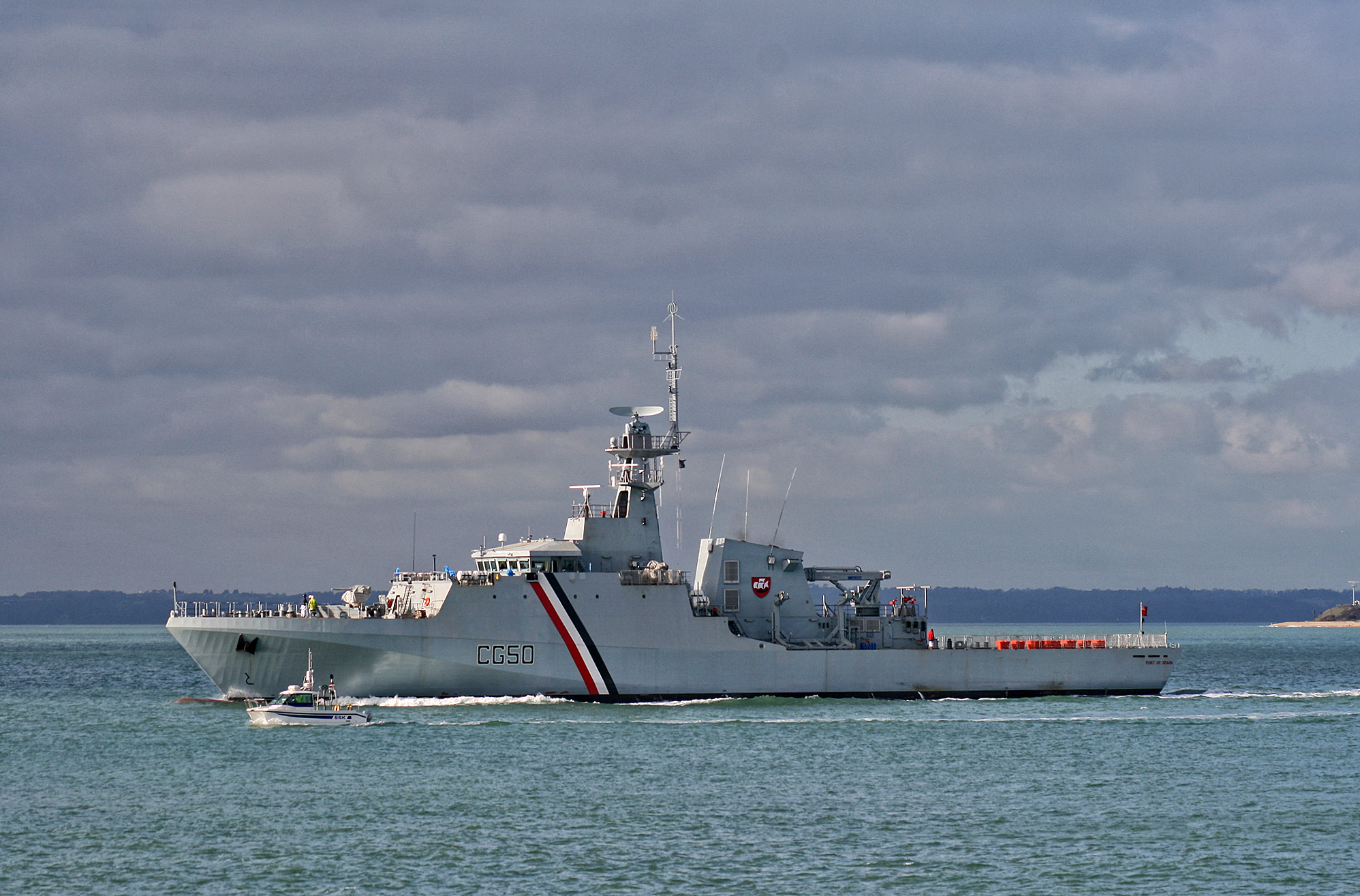
Le Port of Spain trinidadien à Portsmouth en 2010.
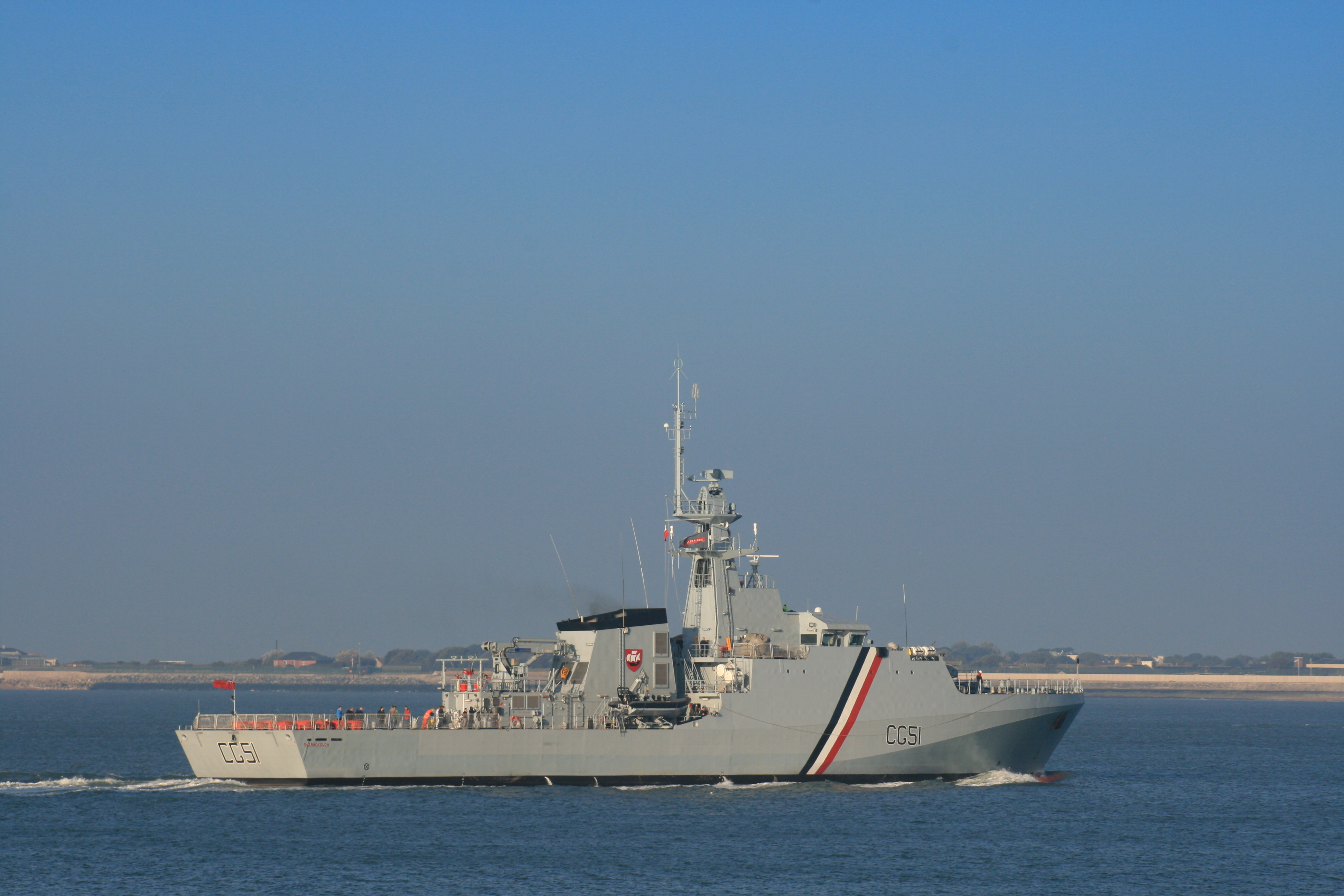
LeScarborough trinidadien à Portsmouth en 2010.